# Baishan Shuiku
Baishan Shuiku är en reservoar i Kina. Den ligger i provinsen Jilin, i den nordöstra delen av landet, omkring 210 kilometer sydost om provinshuvudstaden Changchun. I omgivningarna runt Baishan Shuiku växer i huvudsak blandskog.
Genomsnittlig årsnederbörd är 1 150 millimeter. Den regnigaste månaden är juli, med i genomsnitt 267 mm nederbörd, och den torraste är januari, med 12 mm nederbörd.